# A Girl Like Me
A Girl Like Me (en. für: ‚Ein Mädchen wie ich‘) ist das zweite Studioalbum der R&B-Sängerin Rihanna. Es wurde im April 2006 veröffentlicht.

## Wissenswertes
Knapp einen Monat nach dem Erscheinen von Rihannas Debütalbum Music of the Sun begannen bereits die Arbeiten am Nachfolger, so dass die Promotion für das erste Album und die Studioaufnahmen für A Girl Like Me einige Monate lang parallel stattfanden. Ein Großteil der Titel wurde von den beiden Produzenten Evan Rogers und Carl Sturken geschrieben, die bereits für das Debütalbum hauptverantwortlich waren. Weitere Songs stammten u. a. von J. R. Rotem und dem norwegischen Produzentenduo Stargate.
Für Rihanna ist A Girl Like Me ein sehr persönliches Album; sie singt über Dinge, die sie erlebt hat und über Erfahrungen, die ein Mädchen wie sie gemacht haben könnte. Für die Künstlerin ist die Musik die Möglichkeit, sich auszudrücken. Sie verarbeitete Einflüsse aus den 1980ern, aus dem Rock und Reggae sowie aus dem R&B.

## Kritik
Das Album stieß auf gemischte Kritiken. Die Zeitschrift Billboard zeigte sich überrascht von der erfrischenden Vielseitigkeit der Künstlerin auf dem Album und hebt neben der Hitsingle SOS vor allem das Hitpotenzial von Break It Off hervor, einer Kollaboration mit Sean Paul. Das Online-Magazin laut.de bezeichnete das Album als Schnellschuss, der „allerdings gründlich nach hinten los[geht]“, neben der Hitsingle SOS habe der „traurige Rest … mit fröhlicher Partymusik ungefähr so viel gemein wie Rihanna mit Gloria Jones“. Der Rolling Stone merkt an, dass sich zwar im Vergleich zum Debütalbum weniger „Lückenfüller“ auf dem Album befänden, dass der leichtfüßige Dancehall den Standard von SOS jedoch nicht durchgehend halten könne. Die Zeitschrift Spin schreibt, dass das Album besser „A Girl like Ashanti“ geheißen hätte und meint, dass insbesondere „Dem Haters“ sehr unreif klinge.

## Titelliste
| #  | Titel                                                    | Komponisten                                                                             | Länge |
| -- | -------------------------------------------------------- | --------------------------------------------------------------------------------------- | ----- |
| 1  | SOS                                                      | Ed Cobb, Jonathan Rotem, Evan Bogart                                                    | 4:00  |
| 2  | Kisses Don’t Lie                                         | Evan Rogers, Carl Sturken, Rihanna Fenty                                                | 3:52  |
| 3  | Unfaithful                                               | Stargate, Mikkel S. Eriksen, Shaffer Smith                                              | 3:48  |
| 4  | We Ride                                                  | Mikkel S. Eriksen, Makeba Riddick                                                       | 3:56  |
| 5  | Dem Haters feat. Dwane Husbands                          | Evan Rogers, Carl Sturken, M. Hallim, V. Morgan, Michael Flowers, Aion Clarke           | 4:19  |
| 6  | Final Goodbye                                            | Curtis Richardson, Luke McMaster, Charlene Gilliam                                      | 3:14  |
| 7  | Break It Off feat. Sean Paul                             | Sean Paul Henriques, Rihanna Fenty, Donovan Bennett, K. Ford                            | 3:34  |
| 8  | Crazy Little Thing Called Love feat. J-Status            | Evan Rogers, Carl Sturken                                                               | 3:23  |
| 9  | Selfish Girl                                             | Evan Rogers, Carl Sturken                                                               | 3:38  |
| 10 | P.S. (I’m Still Not Over You)                            | Evan Rogers, Carl Sturken                                                               | 4:11  |
| 11 | A Girl like Me                                           | Evan Rogers, Carl Sturken, Rihanna Fenty                                                | 4:18  |
| 12 | A Million Miles Away                                     | Evan Rogers, Carl Sturken                                                               | 4:11  |
| 13 | If It’s Lovin’ That You Want (Part II) (feat. Cory Gunz) | Jean Claude Olivier, Samuel J. Barnes, Alaxsander Mosely, Scott Larock, Lawrence Parker | 4:08  |

## Singles
Die erste Single aus diesem Album, SOS, die im Februar die amerikanischen und im April die europäischen Singlecharts erreichte und bis dato Rihannas kommerziell erfolgreichstes Lied war, basiert auf einem Sample des 1981er-Hit Tainted Love von Soft Cell. Dieses Lied war die Werbemelodie für den Sportartikelhersteller Nike und für die Kaufhauskette J. C. Penney.
Weitere Singles aus A Girl like Me sind die Ballade Unfaithful und We Ride, die erste Single der Sängerin, die in den USA nicht die Billboard Hot 100 erreichte. Am 1. Dezember 2006 stieg das Lied in den deutschen Singlecharts ein, und zwar auf # 45 — Rihannas bislang erster Charteintritt außerhalb der Top 30. Als vierte und letzte Single aus ihrem zweiten Album wurde in den USA und Kanada das gemeinsam mit Sean Paul aufgenommene Lied Break It Off veröffentlicht, welches in den USA bis auf Platz 9 der Billboard Hot 100 kam. Von den insgesamt vier ausgekoppelten Singles (SOS, Unfaithful, We Ride und Break It Off) avancierten SOS und Unfaithful zu internationalen Hits; mit SOS konnte Rihanna ihren ersten Nummer-eins-Hit verbuchen.
| Jahr | Titel        | Höchstplatzierung, Gesamtwochen, AuszeichnungChartplatzierungen (Jahr, Titel, , Platzierungen, Wochen, Auszeichnungen, Anmerkungen) | Höchstplatzierung, Gesamtwochen, AuszeichnungChartplatzierungen (Jahr, Titel, , Platzierungen, Wochen, Auszeichnungen, Anmerkungen) | Höchstplatzierung, Gesamtwochen, AuszeichnungChartplatzierungen (Jahr, Titel, , Platzierungen, Wochen, Auszeichnungen, Anmerkungen) | Höchstplatzierung, Gesamtwochen, AuszeichnungChartplatzierungen (Jahr, Titel, , Platzierungen, Wochen, Auszeichnungen, Anmerkungen) | Höchstplatzierung, Gesamtwochen, AuszeichnungChartplatzierungen (Jahr, Titel, , Platzierungen, Wochen, Auszeichnungen, Anmerkungen) | Anmerkungen                                                                  |
| Jahr | Titel        | DE | AT | CH | UK | US | Anmerkungen                                                                  |
| ---- | ------------ | --- | --- | --- | --- | --- | ---------------------------------------------------------------------------- |
| 2006 | SOS          | DE2 (20 Wo.)DE | AT4 (28 Wo.)AT | CH3 (33 Wo.)CH | UK2 (13 Wo.)UK | US1 (28 Wo.)US | Erstveröffentlichung: 14. Februar 2006 Verkäufe: + 3.408.000                 |
| 2006 | Unfaithful   | DE2 (28 Wo.)DE | AT2 (27 Wo.)AT | CH1 (56 Wo.)CH | UK2 (30 Wo.)UK | US6 (20 Wo.)US | Erstveröffentlichung: 2. Mai 2006 Verkäufe: + 5.000.000                      |
| 2006 | We Ride      | DE45 (9 Wo.)DE | — | CH42 (8 Wo.)CH | UK17 (7 Wo.)UK | — | Erstveröffentlichung: 21. August 2006 Verkäufe: + 500.000                    |
| 2006 | Break It Off | — | — | — | — | US9 (20 Wo.)US | Erstveröffentlichung: 13. November 2006 Verkäufe: + 500.000; feat. Sean Paul |

## Kommerzieller Erfolg

### Chartplatzierungen
A Girl Like Me war kommerziell deutlich erfolgreicher als der Vorgänger. In den USA und Großbritannien erreichte das Album Platz 5 der Charts, in Deutschland kam es bis auf Position 13. Insgesamt wurden weltweit über 3,3 Millionen Exemplare verkauft.
| ChartsChartplatzierungen       | Höchstplatzierung | Wochen |
| ------------------------------ | ----------------- | ------ |
| Deutschland (GfK)              | 13 (37 Wo.)       | 37     |
| Österreich (Ö3)                | 21 (23 Wo.)       | 23     |
| Schweiz (IFPI)                 | 6 (39 Wo.)        | 39     |
| Vereinigte Staaten (Billboard) | 5 (45 Wo.)        | 45     |
| Vereinigtes Königreich (OCC)   | 5 (43 Wo.)        | 43     |

| ChartsJahrescharts (2006)      | Platzierung |
| ------------------------------ | ----------- |
| Deutschland (GfK)              | 51          |
| Schweiz (IFPI)                 | 34          |
| Vereinigte Staaten (Billboard) | 49          |
| Vereinigtes Königreich (OCC)   | 45          |

### Auszeichnungen für Musikverkäufe
| Land/Region                  | Auszeichnungen für Musikverkäufe (Land/Region, Auszeichnung, Verkäufe) | Verkäufe  |
| ---------------------------- | ---------------------------------------------------------------------- | --------- |
| Australien (ARIA)            | Platin                                                                 | 70.000    |
| Belgien (BRMA)               | Gold                                                                   | (25.000)  |
| Deutschland (BVMI)           | Platin                                                                 | (200.000) |
| Europa (IFPI)                | Platin                                                                 | 1.000.000 |
| Irland (IRMA)                | 2× Platin                                                              | (30.000)  |
| Japan (RIAJ)                 | Gold                                                                   | 100.000   |
| Kanada (MC)                  | 2× Platin                                                              | 200.000   |
| Neuseeland (RMNZ)            | Platin                                                                 | 15.000    |
| Polen (ZPAV)                 | Gold                                                                   | (10.000)  |
| Russland (NFPF)              | Platin                                                                 | (20.000)  |
| Schweiz (IFPI)               | Platin                                                                 | (30.000)  |
| Ungarn (MAHASZ)              | Gold                                                                   | (5.000)   |
| Vereinigte Staaten (RIAA)    | 2× Platin                                                              | 2.000.000 |
| Vereinigtes Königreich (BPI) | 2× Platin                                                              | (600.000) |
| Insgesamt                    | 4× Gold · 14× Platin ·                                                 | 3.385.000 |

Hauptartikel: Rihanna/Auszeichnungen für Musikverkäufe